# Kenneth Faried
Kenneth Bernard Faried Lewis (Newark, 19 novembre 1989) è un cestista statunitense.

## Caratteristiche
Giocatore dall'atletismo dominante. È stato il miglior rimbalzista in NCAA, con 1.673 rimbalzi catturati nei 4 anni alla Morehead State University, prima di venir superato da Armando Bacot.

## Carriera

### NBA
Viene scelto al Draft NBA 2011 dai Denver Nuggets con la 22ª scelta.
Il 9 aprile 2012 registra il suo career-high di punti segnandone 27 contro i Golden State Warriors. Il 15 novembre dello stesso anno dimostra le sue doti atletiche e fisiche riuscendo a catturare 20 rimbalzi, di cui 11 offensivi, contro i Miami Heat di LeBron James.
Nel novembre 2012 viene premiato come migliore giocatore della settimana insieme a LeBron James, con una media di 16,8 punti tirando col 56,3% dal campo, oltre a 12,8 rimbalzi, 1,8 stoppate e 1,0 palla rubata a partita.
Il 15 febbraio gioca il Rising Stars Challenge nel team Charles Barkley. Viene eletto MVP dell'incontro avendo messo a segno 40 punti e 10 rimbalzi con 18 su 22 dal campo, riuscendo a battere il team di Shaquille O'Neal per 163-135.
Conclude la regular season con 11,5 punti (con il 56% al tiro), 9,2 rimbalzi e 1,0 stoppate a partita in 28,1 minuti.

### Nazionale
Ha partecipato ai Mondiali 2014, poi vinti dal team USA.

## Statistiche

### College
| Anno      | Squadra    | PG  | PT  | MP   | TC%  | 3P%  | TL%  | RP   | AP  | PRP | SP  | PP   |
| --------- | ---------- | --- | --- | ---- | ---- | ---- | ---- | ---- | --- | --- | --- | ---- |
| 2007-2008 | MSU Eagles | 30  | 20  | 20,2 | 51,6 | 0,0  | 58,0 | 8,0  | 0,3 | 1,2 | 0,8 | 10,5 |
| 2008-2009 | MSU Eagles | 36  | 36  | 30,1 | 55,6 | 40,0 | 57,7 | 13,0 | 1,4 | 1,9 | 1,9 | 13,9 |
| 2009-2010 | MSU Eagles | 35  | 32  | 30,3 | 56,4 | 25,0 | 59,5 | 13,0 | 0,5 | 1,6 | 1,9 | 16,9 |
| 2010-2011 | MSU Eagles | 35  | 34  | 34,7 | 62,3 | -    | 57,7 | 14,5 | 1,1 | 1,9 | 2,3 | 17,3 |
| Carriera  | Carriera   | 136 | 122 | 29,1 | 56,9 | 25,0 | 58,3 | 12,3 | 0,9 | 1,7 | 1,8 | 14,8 |

### NBA

#### Regular Season
| Anno      | Squadra         | PG  | PT  | MP   | TC%  | 3P%  | TL%  | RP  | AP  | PRP | SP  | PP   |
| --------- | --------------- | --- | --- | ---- | ---- | ---- | ---- | --- | --- | --- | --- | ---- |
| 2011-2012 | Denver Nuggets  | 46  | 39  | 22,5 | 58,6 | -    | 66,5 | 7,7 | 0,8 | 0,7 | 1,0 | 10,2 |
| 2012-2013 | Denver Nuggets  | 80  | 80  | 28,1 | 55,2 | -    | 61,3 | 9,2 | 1,0 | 1,0 | 1,0 | 11,5 |
| 2013-2014 | Denver Nuggets  | 80  | 77  | 27,2 | 54,5 | 0,0  | 65,0 | 8,6 | 1,2 | 0,9 | 0,9 | 13,7 |
| 2014-2015 | Denver Nuggets  | 75  | 71  | 27,8 | 50,7 | 12,5 | 69,1 | 8,9 | 1,2 | 0,8 | 0,8 | 12,6 |
| 2015-2016 | Denver Nuggets  | 67  | 64  | 25,3 | 55,8 | 50,0 | 61,3 | 8,7 | 1,2 | 0,5 | 0,9 | 12,5 |
| 2016-2017 | Denver Nuggets  | 61  | 34  | 21,2 | 54,8 | 0,0  | 69,3 | 7,6 | 0,9 | 0,7 | 0,7 | 9,6  |
| 2017-2018 | Denver Nuggets  | 32  | 7   | 14,4 | 51,4 | 0,0  | 70,6 | 4,8 | 0,6 | 0,4 | 0,4 | 5,9  |
| 2018-2019 | Brooklyn Nets   | 12  | 0   | 9,8  | 59,5 | 20,0 | 62,5 | 3,7 | 0,2 | 0,2 | 0,3 | 5,1  |
| 2018-2019 | Houston Rockets | 25  | 13  | 24,4 | 58,7 | 35,0 | 65,1 | 8,2 | 0,7 | 0,6 | 0,8 | 12,9 |
| Carriera  | Carriera        | 478 | 385 | 24,5 | 54,6 | 22,2 | 65,4 | 8,1 | 1,0 | 0,7 | 0,8 | 11,4 |

#### Playoffs
| Anno     | Squadra         | PG | PT | MP   | TC%  | 3P% | TL%  | RP   | AP  | PRP | SP  | PP   |
| -------- | --------------- | -- | -- | ---- | ---- | --- | ---- | ---- | --- | --- | --- | ---- |
| 2012     | Denver Nuggets  | 7  | 7  | 27,4 | 53,3 | -   | 75,0 | 10,0 | 0,6 | 0,7 | 1,1 | 10,4 |
| 2013     | Denver Nuggets  | 5  | 4  | 29,0 | 62,5 | -   | 73,3 | 8,4  | 0,2 | 1,0 | 0,2 | 10,2 |
| 2019     | Houston Rockets | 6  | 0  | 9,3  | 69,2 | 100 | 83,3 | 3,5  | 0,3 | 0,3 | 0,0 | 4,0  |
| Carriera | Carriera        | 18 | 11 | 21,8 | 58,1 | 100 | 75,8 | 7,4  | 0,4 | 0,7 | 0,5 | 8,2  |

### Massimi in carriera
- Massimo di punti: 40 vs New Orleans Pelicans
- Massimo di rimbalzi: 25 vs Minnesota Timberwolves
- Massimo di assist: 5 vs Utah Jazz
- Massimo di stoppate: 5 vs Golden State Warriors
- Massimo di palle rubate: 4 (5 volte)

### G League
| Anno      | Squadra        | PG | PT | MP   | TC%  | 3P%  | TL%  | RP   | AP  | PRP | SP  | PP   |
| --------- | -------------- | -- | -- | ---- | ---- | ---- | ---- | ---- | --- | --- | --- | ---- |
| 2021-2022 | G. Rapids Gold | 12 | 5  | 19,3 | 52,0 | 31,3 | 64,7 | 7,5  | 1,0 | 0,7 | 0,9 | 10,8 |
| 2022-2023 | Austin Spurs   | 11 | 0  | 13,8 | 42,9 | 50,0 | 55,6 | 5,7  | 0,8 | 0,9 | 1,1 | 4,8  |
| 2022-2023 | Capitanes C.M. | 29 | 27 | 29,1 | 55,1 | 27,8 | 56,4 | 11,1 | 1,6 | 1,0 | 1,9 | 13,8 |
| 2023-2024 | Capitanes C.M. | 30 | 27 | 25,8 | 62,2 | 22,2 | 67,7 | 11,2 | 1,6 | 0,6 | 1,5 | 12,7 |
| Carriera  | Carriera       | 82 | 59 | 24,4 | 56,4 | 29,8 | 61,5 | 9,9  | 1,4 | 0,8 | 1,5 | 11,8 |

## Palmarès
- Membro del quintetto ideale ai Mondiali: 1

2014
- NCAA AP All-America Third Team (2011)
- NBA All-Rookie First Team (2012)
- NBA Rookie Challenge MVP (2013)
- NBA J. Walter Kennedy Citizenship Award (2013)